# A mandzsúriai jelölt (film, 2004)
A mandzsúriai jelölt (eredeti cím: The Manchurian Candidate) 2004-ben bemutatott amerikai politikai-thriller, melyet Jonathan Demme rendezett. A projekt Richard Condon 1959-es azonos című regénye alapján, valamint az 1962-es film átdolgozásával készült. A főszerepben Denzel Washington, Liev Schreiber, Meryl Streep, Jon Voight és Kimberly Elise látható.
A film 2004. július 30-án jelent meg, Magyarországon november 4-én mutatta be az UIP-Dunafilm.

## Cselekmény
Kuvait az Öbölháború alatt 1991-ben: A Bennett Marco kapitány által vezetett konvojon rajtaütnek, és az amerikai katonákból álló felderítőcsapat halálra van ítélve. Azonban Raymond Shaw őrmesternek hősies egyéni erőfeszítéssel sikerül kiiktatnia az ellenséget és megmentenie társai többségét. Ezért Raymond később megkapja a Medal of Honor kitüntetést.
Az Egyesült Államok a jelenben: az országot a terrorizmustól való félelem és a polgári szabadságjogok ebből fakadó korlátozása jellemzi. Raymond hatalmi pozícióban találja magát, köszönhetően hatalommániás anyjának, aki szenátor. Eleanor Prentiss Shaw és dicsőséges katonai múltja miatt Raymond ígéretes helyzetben van a leendő Egyesült Államok alelnöke posztjára.
Marcót viszont éjszakánként rémálmok gyötrik. Az orvosok „öbölháborús szindróma” diagnózist állapítanak meg, de Marco nem hisz abban, hogy ez pszichológiai eredetű. Álmai túl valóságosnak tűnnek számára, és kételkedik a kuvaiti incidenssel kapcsolatos emlékeiben, mivel bár emlékszik rá, de nem érzi úgy, hogy ő tette. Al Melvint korábbi csapatából szintén hasonló rémálmok gyötrik. Marco ki akarja deríteni, mi történt valójában 1991-ben. Az egyetlen, aki hisz neki, az a tudós Delp.
A Delp-en végzett elektrosokk-terápia révén Marco megtudja, hogy a konvoját agymosás érte az Öbölháború alatt, amelynek során Marco és Raymond többek között két bajtársát is parancsra megölte. Mindenkivel elhitették, hogy Raymond Shaw megmentette a túlélőket a rajtaütésből. Bárki, akit az agymosás manipulál, akarat nélkülivé tehető, és egy bizonyos szókapcsolat által rávehető a parancsok végrehajtására.
Eleanor Shaw szövetkezett a Manchurian Global nemzetközi magánvállalattal, amely a befektetett milliárdok révén számos high-tech vállalat, fegyvergyártó és hadsereg-felszerelés szállító cég felett rendelkezik, és pénzügyi hasznot húz a félelemből, a káoszból és a háborúkból. Eleanor és a vállalat most Raymondot akarja felhasználni arra, hogy az általuk ellenőrzött elnököt juttassa a Fehér Házba, és ezzel biztosítsa számukra a politikai és gazdasági hatalmat az országban.
Marco felfedez egy implantátumot a bőre alatt, és eltávolítja. Megpróbálja meggyőzni Raymondot arról, hogy manipulálták őket. Ez utóbbi azonban nem hisz neki. Csak amikor Marco képes meggyőzni Jordan szenátort is, Raymondnak kétségei támadnak. 
Eleanor Shaw ekkor utasítja fiát, hogy gyilkolja meg a szenátort. Vízbe fojtja a kenuban ülő Jordant, és hogy eltussolja a bűntényt, a lányát is. Marco rájön, hogy a látszólag alkalmi ismerőse, Rosie valójában a FBI-tól van, és megfigyelés alatt tartja őt. Az FBI is az ügyön dolgozik, mióta felfedeztek egy implantátumot az időközben elhunyt Al Melvin testében.
Marco és Raymond a választások napján röviden találkoznak. Raymond átadja Marcónak a Becsületrendet, mivel most úgy érzi, hogy nem érdemli meg, és búcsúzóul azt mondja Marcónak: „Én vagyok az ellenség”. Raymond anyja nemcsak a fiát, hanem Marcót is irányítja. Az utóbbi célja, hogy meggyilkolja az újonnan megválasztott elnököt, hogy Raymond átvehesse a helyét alelnökként, majd Marco megölné magát. Bár az agymosás hatása alatt mindketten képesek pillanatnyilag eltérni a parancsoktól: Raymond nem áll a számára kijelölt helyre, és magához húzza az édesanyját is, akit szorosan megölel. Marco felé kacsint, aki egy mesterlövészpuskával rejtőzködik, és úgy tűnik, utóbbi megérti a helyzetet, és az elnök helyett Raymondot és Eleanor Shaw-t lövi le egyetlen lövéssel.
Rögtön ezután Rosie képes megakadályozni Marco elrendelt öngyilkosságát azzal, hogy lelövi. Az FBI titokban tartja Marco érintettségét a bűncselekményben, és helyette Klaus Bachmannt állítja elő gyilkosnak. Ez utóbbi a Manchurian Global egyik leányvállalatának alkalmazottja volt, akárcsak Laurent Tokar, aki az amerikai erők civil alkalmazottja volt Kuvaitban, amikor a katonákat csapdába vezette, és azóta feltehetően eltűnt. A végén megkeresik azt a távoli szigetet is, ahol Marco és a többiek agymosáson estek át. Ott Marco leteszi a Medal of Honor kitüntetést egy Raymondról készült fényképre.

## Szereplők
| Szerep                                       | Színész            | Magyar hang      |
| -------------------------------------------- | ------------------ | ---------------- |
| Bennett Marco őrnagy                         | Denzel Washington  | Galambos Péter   |
| Eleanor Prentiss Shaw szenátor               | Meryl Streep       | Hámori Ildikó    |
| Raymond Prentiss Shaw kongresszusi képviselő | Liev Schreiber     | Viczián Ottó     |
| Thomas Jordan szenátor                       | Jon Voight         | Perlaki István   |
| Eugenie Rose                                 | Kimberly Elise     | Götz Anna        |
| Jocelyn Jordan                               | Vera Farmiga       | Koffler Gizella  |
| Al Melvin                                    | Jeffrey Wright     | Mikula Sándor    |
| Dr. Atticus Noyle                            | Simon McBurney     | Forró István     |
| Delp                                         | Bruno Ganz         | Izsóf Vilmos     |
| Beckett kongresszusi asszony                 | Ann Dowd           | Koffler Gizella  |
| Howard ezredes                               | Ted Levine         | Garai Róbert     |
| Garret ezredes                               | Miguel Ferrer      |                  |
| Mark Whiting                                 | Dean Stockwell     | Pethes Csaba     |
| Sloan tábornok                               | Charles Napier     |                  |
| David Donovan                                | Jude Ciccolella    | Garai Róbert     |
| Robert "Bob" Arthur kormányzó                | Tom Stechschulte   | Kapácsy Miklós   |
| Eddie Ingram őrvezető                        | Pablo Schreiber    | Seder Gábor      |
| Robert Baker III őrvezető                    | Anthony Mackie     | Bodrogi Attila   |
| Laurence Tokar                               | Robyn Hitchcock    |                  |
| Wells szenátor                               | Obba Babatundé     | Garamszegi Gábor |
| Vaughn Utly                                  | Željko Ivanek      | Kapácsy Miklós   |
| Jay "J.B." Johnston                          | John Bedford Lloyd |                  |

### Cameoszerep
- Al Franken, mint riporter
- Sidney Lumet, mint politikai szakértő
- Anna Deavere Smith, mint politikai szakértő
- Roy Blount Jr., mint politikai szakértő
- Fab Five Freddy, mint politikai szakértő
- Roger Corman, mint államtitkár
- Beau Sia, mint műsorvezető
- Gayle King, mint műsorvezető

## Bevétel
A film Észak-Amerikában 65 955 630 dollárt, más területeken 30 150 334 dollárt keresett, világszerte összesen 96 105 964 dollárt gyűjtött.
A mandzsúriai jelöltet 2004. július 30-án mutatták be a Kalandférgek, Viharmadarak és a Falu mellett.

### Díjak és jelölések
| Év   | Cím              | Kategória                                   | Átvevő(k)            | Eredmény |
| ---- | ---------------- | ------------------------------------------- | -------------------- | -------- |
| 2005 | Szaturnusz-díj   | Legjobb akció / kaland / thrillerfilm       | A mandzsúriai jelölt | Jelölve  |
| 2005 | Szaturnusz-díj   | Legjobb férfi főszereplő                    | Liev Schreiber       | Jelölve  |
| 2005 | Szaturnusz-díj   | Legjobb női mellékszereplő                  | Meryl Streep         | Jelölve  |
| 2005 | BAFTA-díj        | BAFTA-díj a legjobb női főszereplőnek       | Meryl Streep         | Jelölve  |
| 2005 | Black Reel-díj   | Legjobb mellékszereplő                      | Jeffrey Wright       | Jelölve  |
| 2005 | Black Reel-díj   | Legjobb női mellékszereplő                  | Kimberly Elise       | Jelölve  |
| 2005 | Golden Globe-díj | Legjobb női mellékszereplő – Motion Picture | Meryl Streep         | Jelölve  |

## Médiakiadás
A film 2004. december 21-én jelent meg  VHS-en és DVD-n.

## Fordítás
- Ez a szócikk részben vagy egészben  a   The Manchurian Candidate (2004 film) című angol Wikipédia-szócikk fordításán alapul.  Az eredeti cikk szerkesztőit annak laptörténete sorolja fel. Ez a jelzés csupán a megfogalmazás eredetét és a szerzői jogokat jelzi, nem szolgál a cikkben szereplő információk forrásmegjelöléseként.
- Ez a szócikk részben vagy egészben  a   Der Manchurian Kandidat című német Wikipédia-szócikk fordításán alapul.  Az eredeti cikk szerkesztőit annak laptörténete sorolja fel. Ez a jelzés csupán a megfogalmazás eredetét és a szerzői jogokat jelzi, nem szolgál a cikkben szereplő információk forrásmegjelöléseként.